# Жиролата

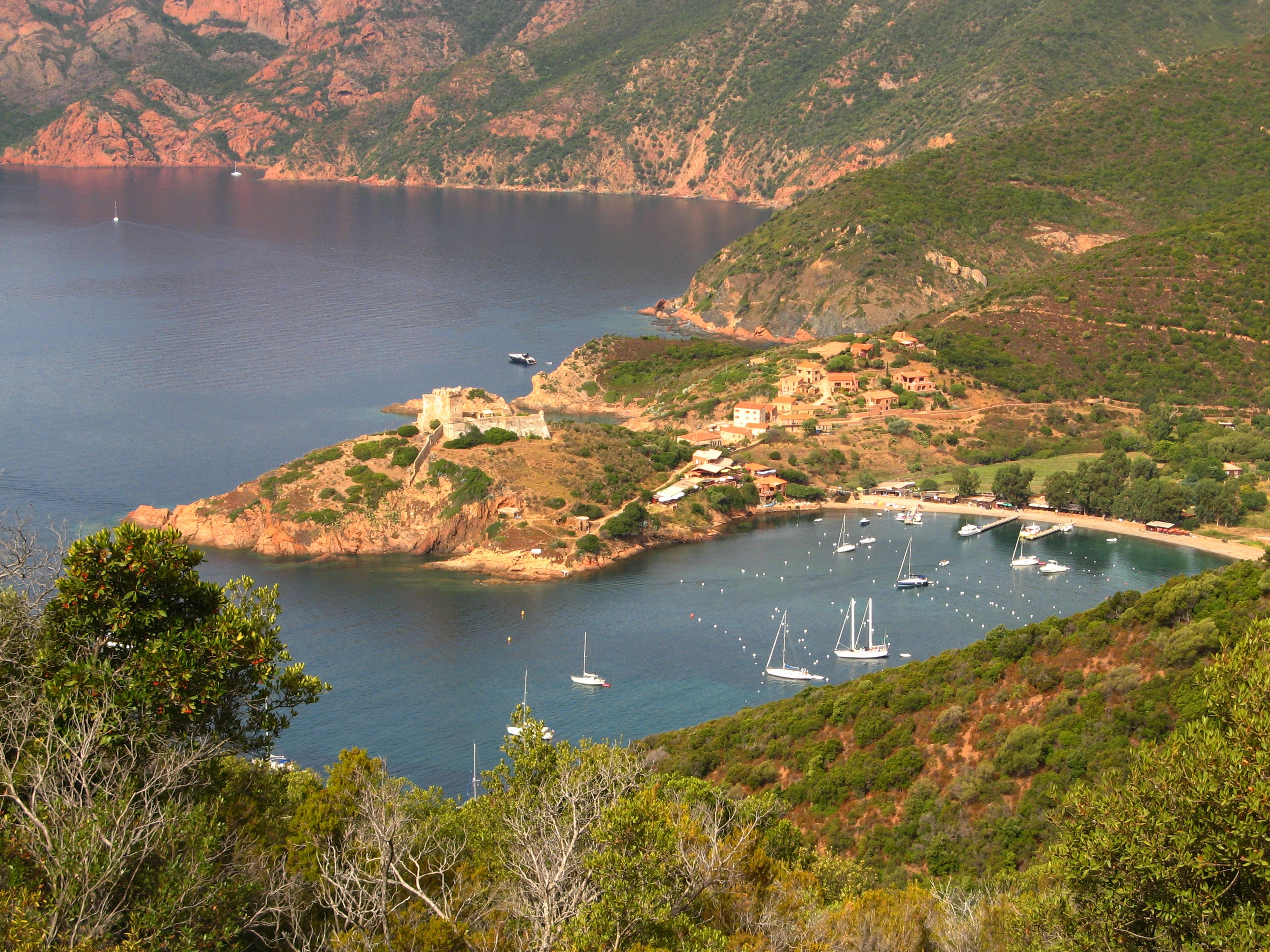
Бухта Жиролата з цитаделлю

42°20′00″ пн. ш. 8°36′00″ сх. д. / 42.333333333333° пн. ш. 8.6° сх. д.
Жиролата (фр. Girolata), іноді Джиролата (корс. Girolata) — бухта, а також однойменне село, яке є частиною муніципалітету Осані на західному узбережжі Корсики. Розташоване на півострові Ла-Скандола, який має статус природного заповідника. Півострів, затока Порту та частини узбережжя на півдні були додані до списку Світової спадщини ЮНЕСКО в 1983 році.

## Географія
Затока Жиролата межує з Капу Сеніну і Пунта Скандола. Колишнє рибальське село Жиролата з приблизно 100 жителями включає десять будинків та руїни генуезької фортеці. До нього неможливо дістатися автомобілем, а лише пішки різними стежками, включно з дальньою пішохідною стежкою «Mare e monti» (італ. Море і гори), що проходить через Жиролату. Влітку екскурсійні човни з Кальві, Л'Іль-Руса, Порту, Сагоне, Каргезе та Аяччо кілька разів на день заходять у природну гавань Жиролати.

## Галерея

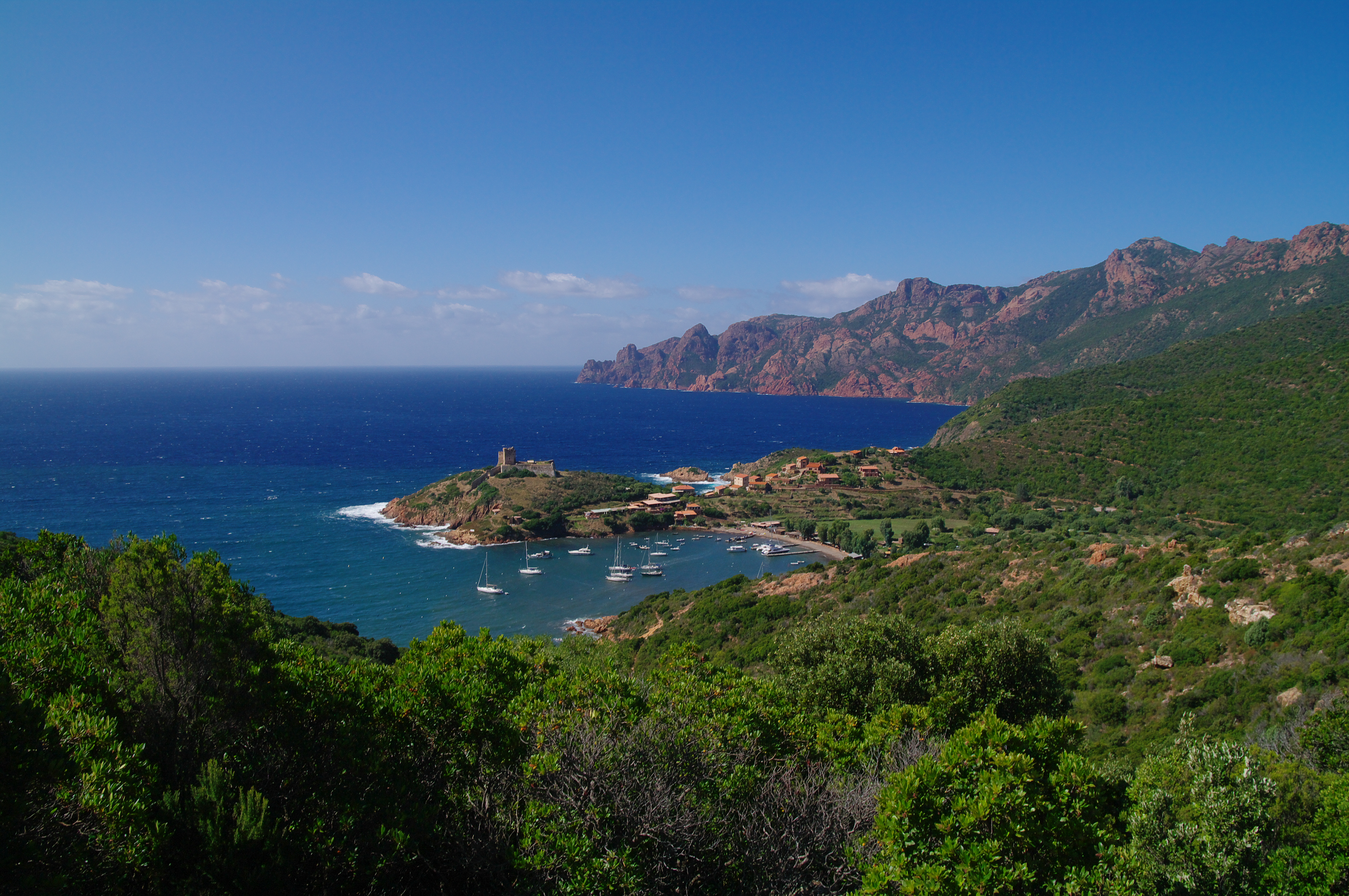
Жиролата зі стежки Маре е Монті на тлі півострова  Скандола
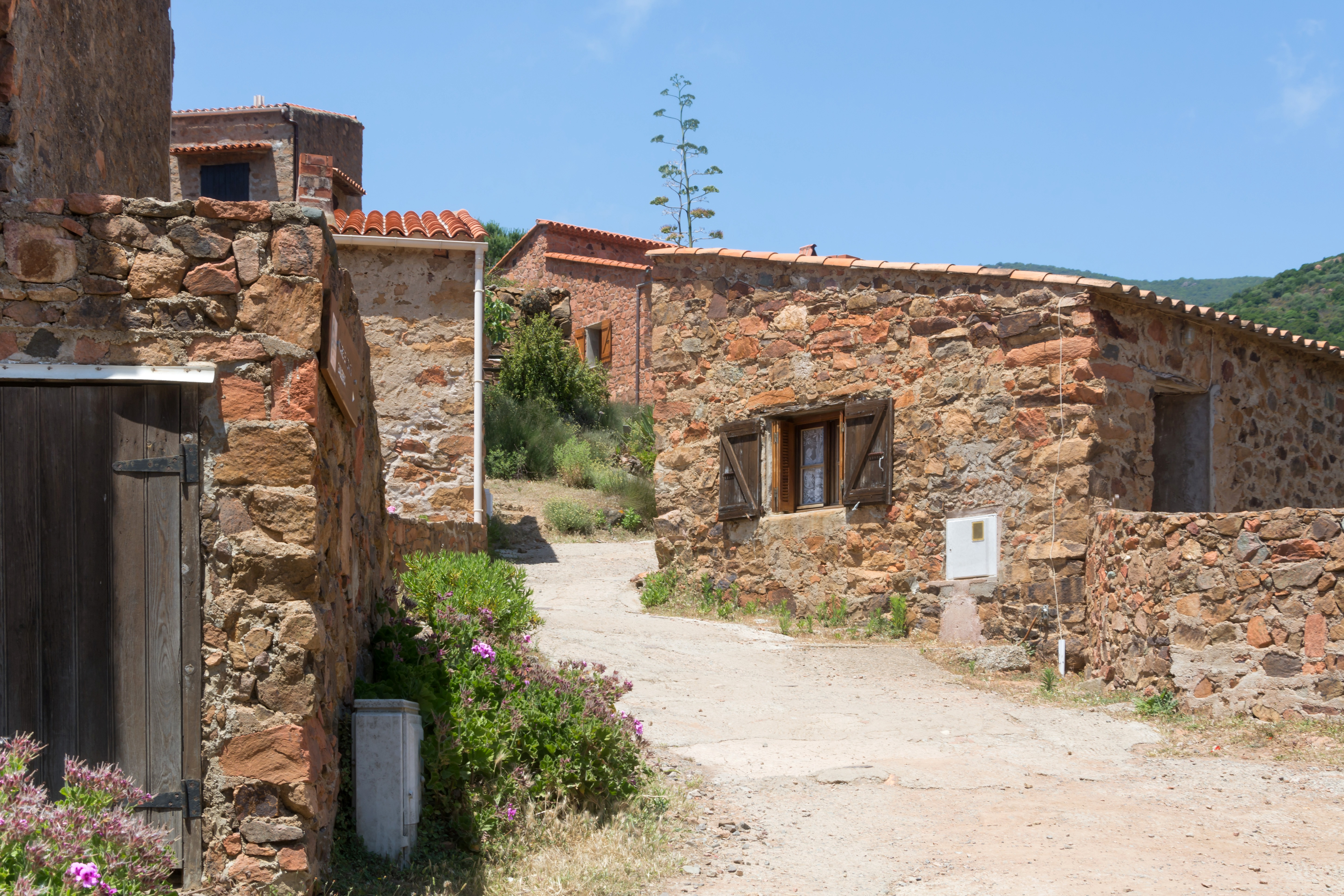
Вулиця у верхній частині Жиролати
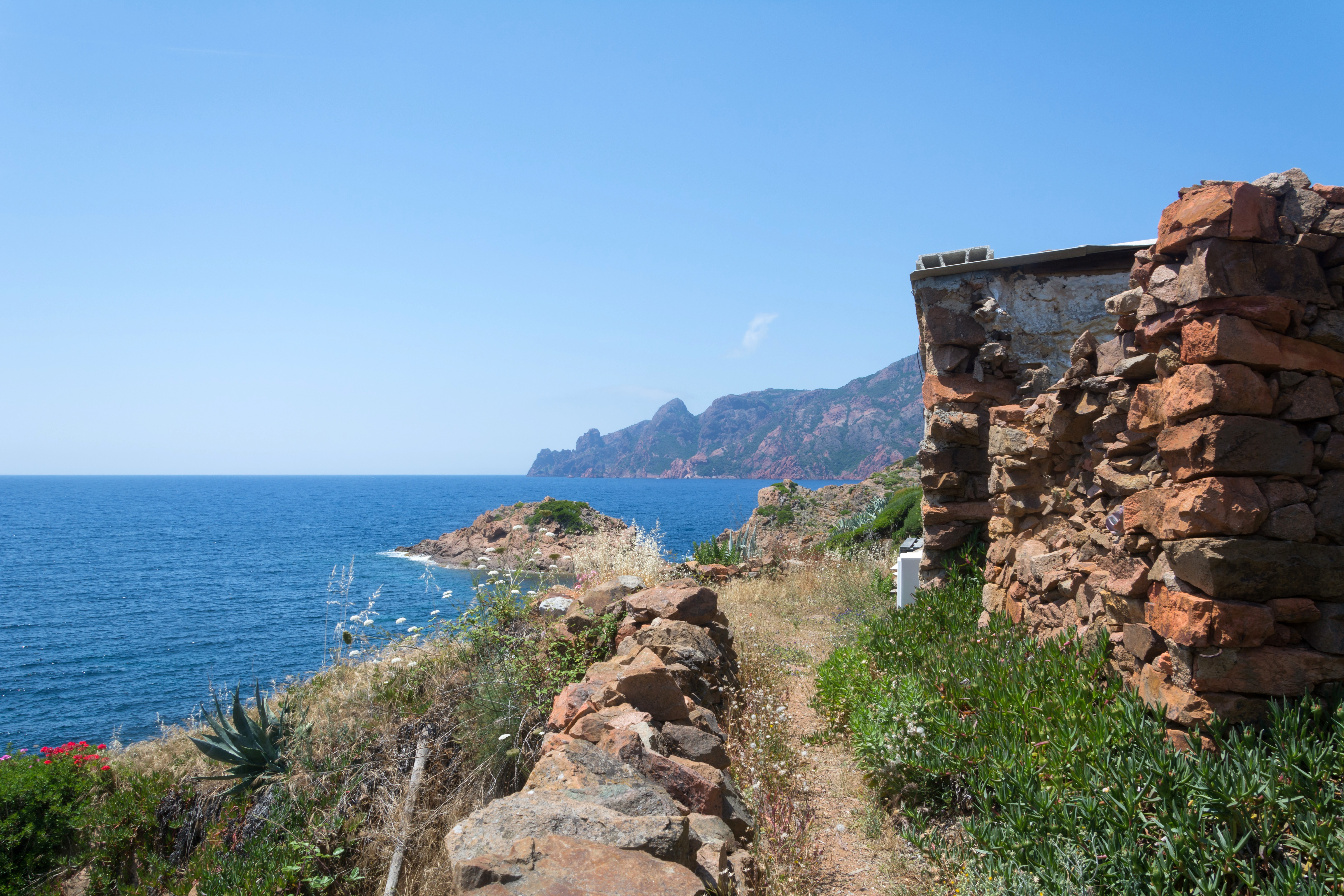
Вид на Пунта Скандола
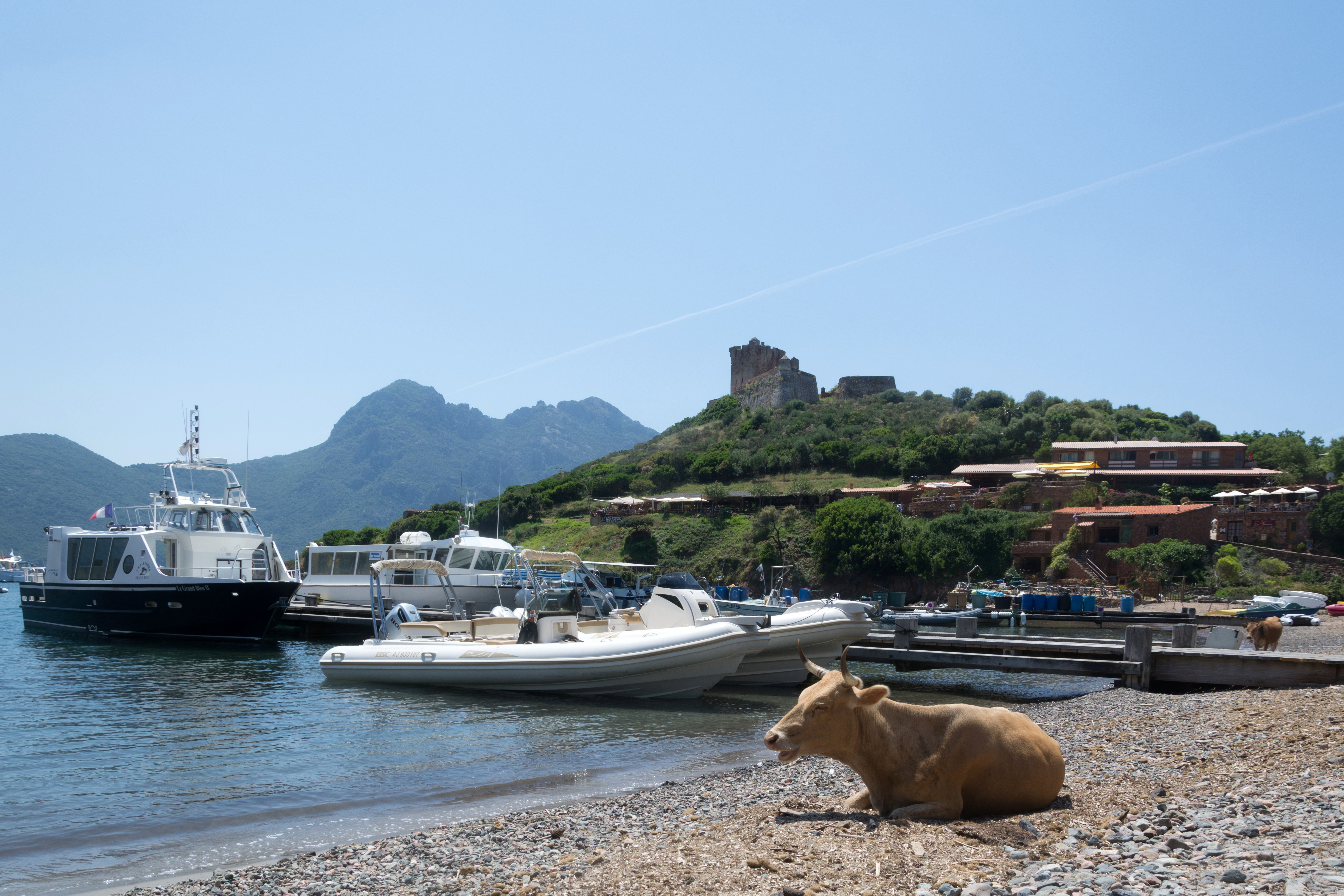
Корови на пляжі біля причалу
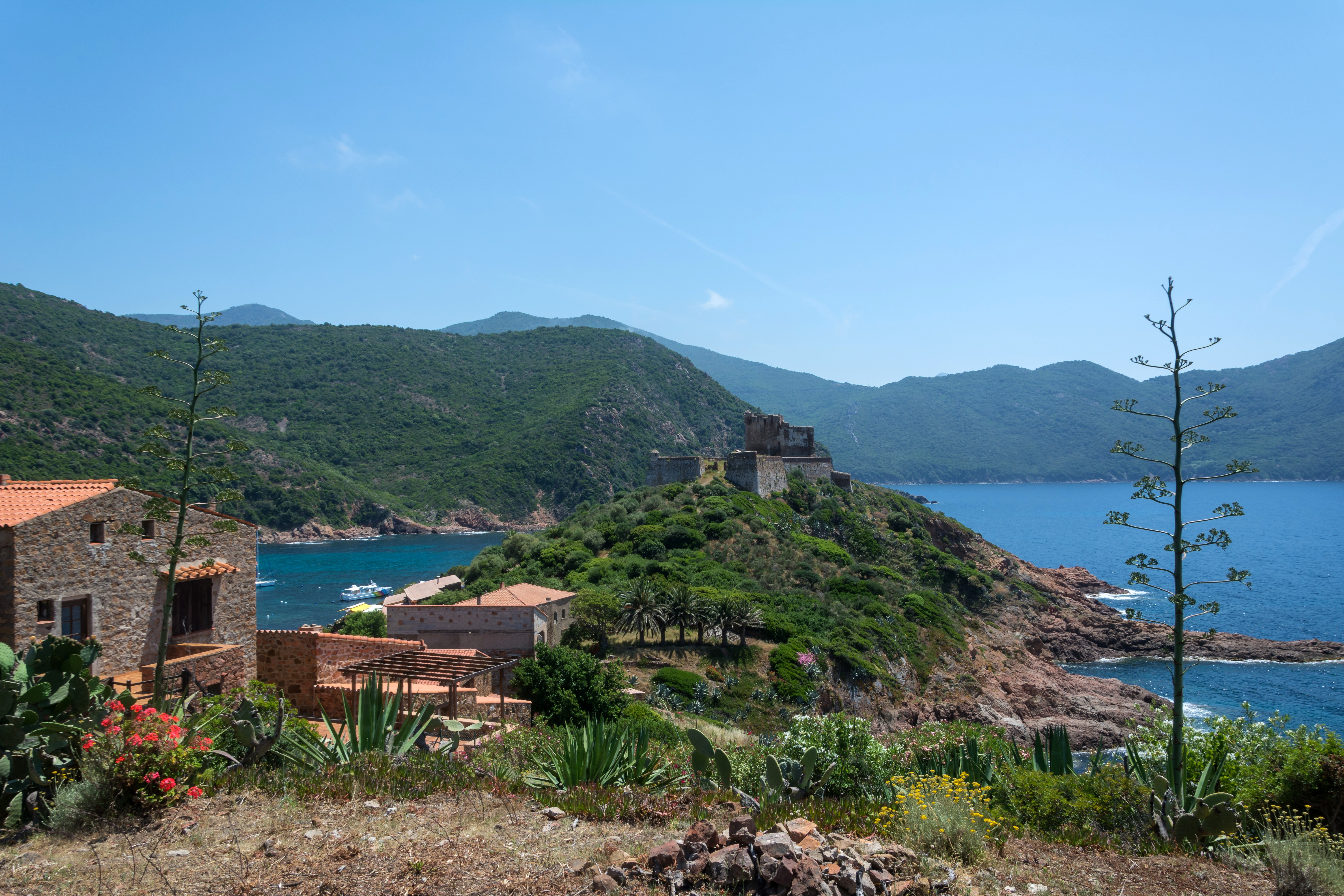
Фортен де Жиролата був частиною генуезьких острівних укріплень